# Козловка (Болотнинський район)
Козловка (рос. Козловка) — присілок у Болотнинському районі Новосибірської області Російської Федерації.
Входить до складу муніципального утворення Зудовська сільрада. Населення становить 143 особи (2010).

## Історія
Згідно із законом від 2 червня 2004 року органом місцевого самоврядування є Зудовська сільрада.

## Населення
| 2002 | 2007 | 2010 |
| ---- | ---- | ---- |
| 188  | ↘170 | ↘143 |